# ビップ・バップ
「ビップ・バップ」（原題: Bip Bop）は、1971年にウイングスが発表した楽曲。

## 概要
アルバム『ワイルド・ライフ』収録。マッカートニーは2009年のインタビューで「ビップ・バップ」は僕が作った曲だよ。うちの子が好きな曲なんだ。この子も知っているし、歌いやすいんだよ。「フリップ・フロップ」かもしれないよ。何でもいいんだけど、「ビップ・バップ」なんだ」と語っている。
タイトルは、マッカートニーの娘メアリーが口に出した意味の無い言葉からとったもの。
マッカートニーは1986年9月のローリング・ストーン誌のインタビューでは、「聴くに堪えない」、2015年の『Q』のインタビューでは、「歌詞が最悪なんだ」、2016年のインタビューでは、「この曲がずっと嫌いだったんだ」と語っている。
しかし、1997年6月のレコードコレクター誌のインタビューでは、「トレヴァー・ホーンに「あの頃の曲は本当に嫌いだ」と言ったのを覚えてるよ。すると彼が、どれがそうなのかと聞いてきたんだ。「『ワイルド・ライフ』に収録されている「ビップ・バップ」というひどい曲があるんだ」と言うと、「何でもない」と言った。すると彼は、「冗談だろ、あれは俺のお気に入りの一つなのに！」と言った。最近、息子がこの曲を演奏しているんだけど、とてもいい曲だと思うよ。 僕は当時、この曲はあまり良くないという意見に賛成していたんだ」と語っている。
アルバム発売後に行われた大学巡業ツアーで初披露された。公演によっては1曲目に抜擢される事もあったという。

## 「ウイングス・パン」収録バージョン
スコットランドの農場で、マッカートニーとリンダが子供達にこの曲を歌う映像が存在する。この映像はウイングスのドキュメンタリー映画である映像作品「ウイングスパン」に収録された。また、その音源は2001年発売のベスト・アルバム『夢の翼〜ヒッツ&ヒストリー〜』に収録されている。
また、『ワイルド・ライフ』に収録されている通常のバージョンは、2016年に発売されたマッカートニーのベスト・アルバム『ピュア・マッカートニー〜オール・タイム・ベスト』のデラックス・エディションに収録されている。

## ビップ・バップ・リンク
アルバムの7曲目に本曲のインストゥルメンタル・バージョンが収録されている。

## クレジット
- ポール・マッカートニー - リード・ボーカル、ベース、エレクトリック・ギター
- リンダ・マッカートニー - バッキング・ボーカル、タンバリン
- デニー・シーウェル - ドラムス、タンバリン